# Hoykenkamp
Hoykenkamp ist ein Ortsteil der Gemeinde Ganderkesee im niedersächsischen Landkreis Oldenburg.

## Geografie und Verkehrsanbindung
Der Ortsteil liegt nordöstlich vom Kernbereich von Ganderkesee. Das 627 ha große Naturschutzgebiet Hasbruch liegt westlich. Des Weiteren grenzt Hoykenkamp im Osten an die Stadtgrenze zur kreisfreien Stadt Delmenhorst.
Die Bundesautobahn 28 verläuft in geringer Entfernung südlich. In Hoykenkamp befindet sich ein Haltepunkt an der Bahnstrecke Bremen–Oldenburg.
| Linie | Verlauf | Takt   |
| ----- | --- | ------ |
| RS 3  | Bremen Hbf – Bremen-Neustadt – Heidkrug – Delmenhorst – Hoykenkamp – Schierbrok – Bookholzberg – Hude – Wüsting – Oldenburg (Oldb) Hbf (– Oldenburg-Wechloy – Bad Zwischenahn) (einzelne Züge in Tagesrandlage) Stand: Fahrplanwechsel Dezember 2023   | 60 min |
| RS 4  | Bremen Hbf – Bremen-Neustadt – Heidkrug – Delmenhorst – Hoykenkamp – Schierbrok – Bookholzberg – Hude – Berne – Elsfleth – Kirchhammelwarden – Brake (Unterweser) – Rodenkirchen (Oldb) – Kleinensiel – Nordenham Stand: Fahrplanwechsel Dezember 2023 | 60 min |

## Sehenswert
- Hofanlage Alfs/Kruse von 1810, Am Holz 120